# Farizeji
Farizeji su židovska religiozno-politička stranka koja je djelovala od kraja II. st. pr. Kr. do kraja I. st. poslije Krista borili su se sa saducejima za prevlast u Sinedriju. Iz redova farizeja došli su veliki učitelji (rabini) Hilel i Šamaj (krajem I. st. pr. Kr.), osnivači dviju osnovnih škola u tumačenju Zakon, zatim povjesničar Josip Flavije (prva polovica I.st.poslije Krista) i kršćanski apostol Pavao. Nakon razaranja Hrama u Jeruzalemu 70. poslije Krista farizejski rabini preuzimaju punu kontrolu, osnivaju novi sinedrij i teološku školu u Jamniji, te postavljaju nove osnove židovske vjere, koji traju do danas. U tome su prestali biti "odvojeni", pa se riječ "farizej" prestala koristiti.
U prenesenom smislu, "farizej" u europskim jezicima označava licemjera.

## Porijeklo i značenje riječi
Naziv "farizeji", grčki: pharisaios, dolazi od hebrejskog perušim odnosno aramejskog perišajja, što znači odvojeni. Ovo ime dobili su zbog svoje suzdržanosti prema sudjelovanju u političkom životu i usmjerenosti na religiju, a također i zbog svojeg odvajanja od običnog puka. Prvenstvena im je briga da u osobnom životu doslovno štuju Zakon, tj. židovske svete spise (Stari zavjet) i usmenu predaju.
Njihovo odvajanje međutim nije bilo ni izbliza tako radikalno kao kod esena, koji su se povukli u vlastite izolirane zajednice. Farizeji su živjeli uobičajenim načinom života Židova. Često su bili pismoznanci i učitelji. Sudjelovali su u Sinedriju kao oporba saducejima. Iako su bili skloni prezirati obični puk koji ne poznaje Zakon, uživali su ugled i bili vrlo utjecajni u narodu zbog svoje učenosti, predanosti vjeri i obično uzornom životu. 
Njihov je ugled bio od presudnog značaja nakon uništavanja Hrama 70. g.n.e, koje izaziva drastičnu krizu židovstva i propast stranke saduceja. Farizeji su ustrojili nove temelje judaizma (Talmud), koji traju do danas. U tome su prestali biti "odvojeni", pa se i riječ među Židovima prestala koristiti.
U Evanđeljima i drugim dijelovima Novog zavjeta riječ "farizej" pojavljuje se gotovo isključivo u negativnom kontekstu, npr. u Mt 23, gdje Isus više puta ponavlja zazivanje "Jao vama, pismoznanci i farizeji! Licemjeri!". Tako je u europskim jezicima, posredstvom latinskog prijevoda Novog zavjeta, riječ "farizej" dobila opće značenje »licemjer, podlac, hipokrit«, odnosno "farizejstvo" značenje »prijetvornost, hipokrizija, licemjerstvo, podlost« (Hrvatski enciklopedijski rječnik).

## Pismoznanci
Zbog čestog spominjanja farizeja zajedno s pismoznancima, kršćani koji čitaju Novi zavjet često ove izraze doživljavaju kao sinonime. Međutim, pismoznanci (također i književnici) su društveni sloj, a ne stranka. To su bili obrazovani činovnici u državnoj službi, koji se prvi put pojavljuju još u doba Salomona. Njima su pripadali i pisci mudrosne književnosti. Pojam se nekoliko puta pojavljuje u hebrejskoj Bibliji (Stari zavjet), npr. za Ezru se kaže da je bio »književnik vješt Mojsijevu Zakonu« (Ezr 7:6). 
U I. st. poslije Krista pismoznanci su bili obrazovani pravnici, moralisti i teolozi te su vodili i poučavali židovsku zajednicu. Zvali su se "branitelji", "učitelji", 
"učitelji Zakona" i valjalo ih je oslovljavati s rabbi ("učitelju"). Većina njih je zaista pripadala farizejima ili ih podržavala, ali neki su pristajali i uz saduceje.

## Nastanak i osobine farizeja
Za vrijeme ustanka Makabejaca, oko 160-130 pr.n.e, postojao je religiozno-politički pokret "hasidim" (pokret pobožnih). Nakon toga se pokret razdvojio u dvije struje, koje dobivaju imena farizeji i eseni. Pojam "farizeji" počinje se koristiti u Judeji za vrijeme vladanja Ivana Hirkana (135-104. pr. Kr.).
Farizeji su postali opozicija vladajuće judejske dinastije Hasmonejaca i odbili su položiti zakletvu vjernosti kralju Herodu Velikom. Podržavala ih je međutim kraljica Saloma Aleksandra, koja je samostalno vladala Judejom 76-67. pr. Kr. Nakon njene smrti dolazi do građanskog rata za nasljedstvo između dvojice njezinih sinova, u kojem do izražaja dolazi i sukob farizeja i saduceja, što će konačno 63. g. pr. Kr. dovesti do rimskog osvajanja i gubitka samostalnosti Judeje.
Uglavnom dolaze iz srednjeg društvenog sloja. Prema Josipu Flaviju u vrijeme Heroda Velikog bilo ih je 6.000. U odnosu na rimske vlasti pružaju pasivni otpor (za razliku od borbenih zelota). Izbjegavaju se miješati u politiku; također je izdvajaju od običnog svijeta, usmjereni su na religiju, na točno poznavanje Mojsijeva Zakona i "predaja starih", usmenih tumačenja Tore. 
Po prihvaćanju usmene predaje, koju smatraju jednako važnom kao pisani Zakon, razlikuju se od saduceja. Kroz usmenu predaju, prihvatili su nauku o osobnoj besmrtnosti, o sudu nakon smrti, uskrsnuću i postojanju anđela. Saduceji, koji strogo slijede zapisani Zakon, odbacuju ta vjerovanja. Apostol Pavao je iskoristio tu podijeljenost kada su ga izveli pred Sinedrij (Vijeće), uzviknuvši: "Ljudi! Braćo! Ja sam farizej, sin farizeja – zbog nade i uskrsnuća mrtvih sudi mi se!" (Dj. 23:6) Nakon toga su farizeji u sinedriju stali na njegovu stranu.
Saduceji su bili orijentirani na održavanje Hrama, na značaj obreda i doslovni tekst Zakona. U vanjskim oblicima kulture oni su prihvaćali utjecaje helenske i rimske kulture, npr. nadijevaju djeci grčka imena. Farizeji su pak u cjelini rigidnije branili autohtone židovske tradicije, ali neki od njih dobro su poznavali i djelomično usvajali helensku filozofiju, kao i razne strane religijske i mističke tradicije. 
Kako su prihvaćali i usmenu tradiciju (i "apokrifne" spise nastale u II. i I. st. pr. Kr.), farizeji su otvoreniji za raznolike interpretacije pisanog teksta Zakona. Dok saduceji doslovno ponavljaju tekst Zakona u obredima, farizeji su usmjereni na razumijevanje njegovog značaja za svakodnevni život. Da bi se to postiglo, nije dovoljno citirati doslovni tekst, nego treba prodrijeti u njegov duh i smisao. U tome su se mogle primjenjivati i forme filozofskog mišljenja (pa je Filon pokušao obimnu sintezu judaizma i grčke filozofije), ili pak analogije s tekstovima drugih religija te osobito s mističkim iskustvima (gnosticizam). To je dovodilo do idejnih sukoba i formiranja raznih škola, unutar farizejske stranke ili van nje. 
Naglašavali su božansku providnost no nisu zapostavljali važnost ljudske slobode. željno su očekivali uspostavu Božjeg kraljevstva na zemlji i gajili mesijansku nadu. 
Utjecaj farizeja na puk bio je golem. Nakon razaranja hrama, oni su spasili židovstvo od propadanja. Uvijek su vjerovali da je sudbina Židova više religiozne nego političke naravi. Obnovu provode pomoću pisane Tore i usmene predaje, koja se stoljećima prenosila, te putem same rabinske tradicije koja se gradila u prethodnih stotinjak godina, od Herodove vladavine, naročto od rabina Hilela.
Tek u osmom stoljeću doći će do obnove sukoba, pojavom pokreta karaima, čiji je osnivač Anan ben David. Slično saducejima, oni odbacuju autoritet rabina, odbacuju Talmud i priznaju samo Bibliju kao temelj vjere. Vjerojatno su imali znatan utjecaj u Kazarskoj državi.

## Utemeljenje židovstva u dijaspori
Ova intenzivna intelektualna, ali praktično usmjerena aktivnost pokazala je svoju vrijednost nakon uništenja Hrama u Jeruzalemu 70. n.e, čime je bio uništen dosadašnji temelj židovskog vjerskog života i nacionalnog identiteta. U desetljećima nakon razaranja Jeruzalema, farizejski rabini okupljeni u gradu Jamnija (nedaleko današnje Jafe) strogo kodificiraju Zakon (Talmud), obrede i način života (rabinat, sabat, sinagoga). 
Odbacuju sve idejne "devijacije", sve pokušaje pomirenja sa stranim misaonim, književnim i mističkim tradicijama, kao što je bio Filonov, prijeteći izopćenjem onima koji naruše čistoću vjere; pri tome su ipak u midrašku književnost uključili prerade onih priča koje im odgovaraju, a vjerojatno je na njihove interpretacije utjecala platonistička teorija. (Goldstein, str. 24, 34-35). Takvom kombinacijom purizma i fleksibilnosti uspješno prevladavaju veliku podjeljenost na stranke, sekte i frakcije koja je ranije postojala među Židovima, pa i među samim farizejima.
Nastavljajući farizejsku metodologiju, rabini tekst Nauka slobodno tumače da bi ga narodu razjasnili, kao što su to činili Ezra i njegovi suradnici: »Čitahu iz knjige Božjeg zakona po odlomcima i razlagahu smisao da narod može razumjeti što se čita.« (Knjiga Nehemijina, 8:8) Također potiču vjernike da tekst sami tumače i reinterpretiraju da bi pravilno razumjeli njegov duh i smisao u promijenjenim okolnostima (Midraš). 
Takav pristup svetim spisima preuzeli su kasnije i kršćani i muslimani. »Kazuistika je bila talmudska tradicija prije nego što je postala skolastička.« (Haag, str. 162) Dapače: »Svatko može vjerovati ili ne vjerovati u priče. Svatko može sastaviti svoj vlastiti midraš, ili dopuniti tuđe tumačenje.« (Goldstein, str. 12)

## Kršćanska kritika
Naglašavanje usmene predaje može voditi u »legalizam i djetinjastu kazuistiku« (Harrington, str. 29), a inzistiranje na dosljednom obdržavavanju Zakona može postati nepodnošljiv teret; otuda Isusove riječi: »Zaključavate kraljevstvo nebesko pred ljudima; vi ne ulazite, a ne date ući ni onima koji pokušavaju ući.« (Mt 23:13) 
Apostol Pavao, i sam farizej, zaključuje da je zbog neizlječive griješnosti tijela nemoguće obdržavati cijeli Zakon onako, kako inzistiraju farizeji. »Umom služim zakonu Božjemu, a tijelom zakonu grijeha.« (Rim 7:25) Ponos zbog poznavanja Zakona dovodi do umišljenosti (Lk 18:9-14). Pavao spominje svoj prethodni život kao farizeja, kada je bio »po pravednosti koja je u Zakonu, besprijekoran« (Fil 3:6), ali sve to sada, zbog spoznaje Krista, ne smatra dobitkom nego gubitkom (Fil 3:7-8). (Harrington, 1968/1993:29)
Nasuprot ovoj kršćanskoj interpretaciji, citirajmo jednog suvremenog američkog rabina. »Sv. Pavao u Novom zavjetu vidi Zakon kao mamac i klopku jer da zakoni koje ne može obdržati čine čovjeka grešnikom.« Međutim: »Nije Zakon taj koji nas čini grešnima. Zakon nas pokušava ojačati kako bismo se oduprli mnogim svakodnevnim izazovima grijeha. Dok bi kršćanstvo moglo reći da je napor uzaludan i da nikad nismo dovoljno jaki oduprijeti se grijehu (…) židovstvo ustrajava na tome da smo Bogu dužni biti dovoljno ćudoredno ozbiljni da u najmanju ruku to pokušamo.« (Kushner, str. 56)